# Reinier Nooms
Reinier Nooms, även kallad Zeeman, född omkring 1623, död 1667, var en nederländsk marinmålare.
Nooms ägnade sig åt sjömansyrket och men även åt konsten och blev en skicklig målare av strand- och hamnbilder. Han var mestadels verksam i Amsterdam, men även i Paris och Berlin. På Nationalmuseum i Stockholm finns bland annat Skeppsvarvet i Amsterdam och Fartyg under reparation. På Kunstmuseet i Köpenhamn finns två bilder, båda signerade Zeeman.